# カルロス・ディクソン
カルロス・ディクソン（Carlos Ray Dixon、1981年9月11日-）は、アメリカ合衆国ノースカロライナ州出身のプロバスケットボール選手である。ポジションはフォワード。

## 来歴
バージニア工科大学卒業後、中国、フランス、韓国、アルゼンチンのプロリーグなどでプレイ。2007-08シーズンに所属した韓国・KBLの原州東部プロミでは優勝を経験したほか、2009-2010シーズンのアルゼンチンではスリーポイントシュート成功率40.3％を記録した。
2010-11シーズン、bjリーグ琉球ゴールデンキングスに入団。リーグ21位の1試合平均15.9点を挙げた
翌2011-12シーズンはライジング福岡へ移籍し、リーグ15位となる1試合平均17.55得点を記録した。
2012-13シーズンは、もと琉球のヘッドコーチであった桶谷大率いる岩手ビッグブルズと契約し、原州東部プロミで優勝を共にしたレジー・オコーサと再びチームメイトになった。リーグ19位の1試合平均16.17得点を記録。一方、2013年2月10日に行われた千葉ジェッツ戦では試合中の相手選手の靴紐をほどき、4試合の出場停止処分を科された。
2012-13シーズンをもって岩手との契約は満了し自由契約となっていたが、
2013-14シーズン途中の2013年11月末に群馬クレインサンダーズと契約した。